# ماكوتو سوناغاوا
ماكوتو سوناغاوا (باليابانية: 砂川 誠) (10 أغسطس 1977 في ناراشينو في اليابان – )؛ هو لاعب كرة قدم ياباني سابق كان يلعب كلاعب وسط.

## وصلات خارجية
- ماكوتو سوناغاوا على موقع رابطة كرة القدم اليابانية للمحترفين (اليابانية)
- ماكوتو سوناغاوا على موقع قاعدة بيانات كرة القدم.إي يو (الإنجليزية)
- ماكوتو سوناغاوا على موقع Soccerway.com (الإنجليزية)
- ماكوتو سوناغاوا على موقع عالم كرة القدم.نت (الإنجليزية)